# Paro cardiorrespiratorio

El paro cardiorrespiratorio, igualmente conocido como paro cardíaco repentino, acontece cuando el corazón cesa abruptamente su actividad. Como consecuencia, el flujo sanguíneo se detiene, lo que provoca la pérdida rápida de la conciencia y una respiración anómala o inexistente. En ausencia de una pronta intervención, como la reanimación cardiopulmonar (RCP) y, en ciertos casos, la desfibrilación, sobrevendrá la muerte, denominada muerte cardíaca súbita, en pocos minutos.
La causa más frecuente de este evento es un ritmo cardíaco irregular, principalmente la fibrilación ventricular o la taquicardia ventricular. Los trastornos cardíacos se erigen como el principal factor de riesgo. No obstante, existen causas no cardíacas menos habituales, que incluyen una considerable pérdida de sangre, deficiencia de oxígeno, niveles bajos de potasio, lesiones eléctricas, insuficiencia cardíaca, arritmias hereditarias y un esfuerzo físico extremo. El diagnóstico de paro cardíaco se establece por la ausencia de pulso palpable.
La RCP y la desfibrilación pueden revertir el paro cardíaco, propiciando el retorno de la circulación espontánea (ROSC). Sin embargo, sin dichas medidas, el desenlace es fatal, conocido como muerte cardíaca súbita. En algunos contextos, el paro cardíaco puede ser un desenlace esperado de patologías graves en estado terminal. El tratamiento primordial consiste en la aplicación inmediata de RCP y, de ser pertinente, la desfibrilación. Se han establecido dos protocolos para la RCP: el soporte vital básico (SVB) y el soporte vital cardíaco avanzado (ACLS). Entre los pacientes que logran restablecer su pulso, el manejo específico de la temperatura puede mejorar significativamente los resultados. Adicionalmente, el equipo médico puede emprender acciones para salvaguardar al paciente de daños cerebrales y mantener la función cerebral. En la fase de recuperación post-reanimación, se puede contemplar la implantación de un desfibrilador cardíaco para minimizar el riesgo de un nuevo episodio.

## Signos de un paro oshockcardiocirculatorio

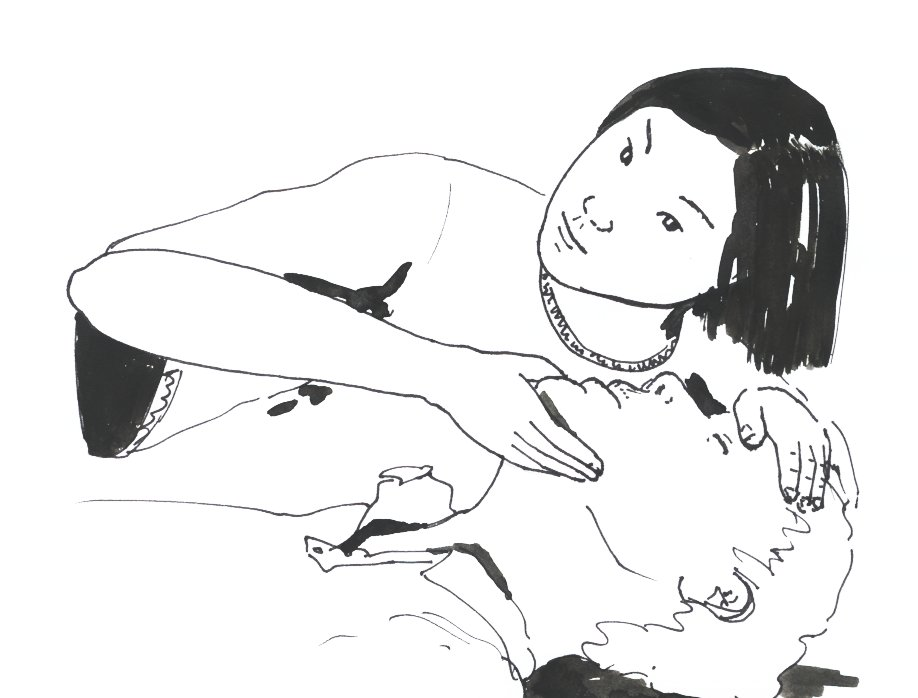
Verificación de las funciones respiratorias.

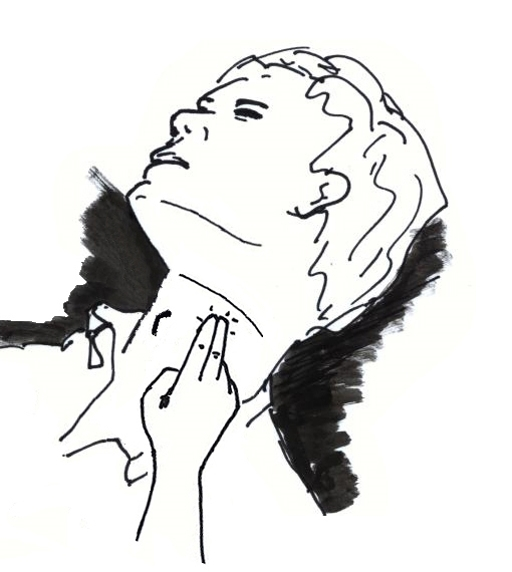
Toma del pulso carotídeo.

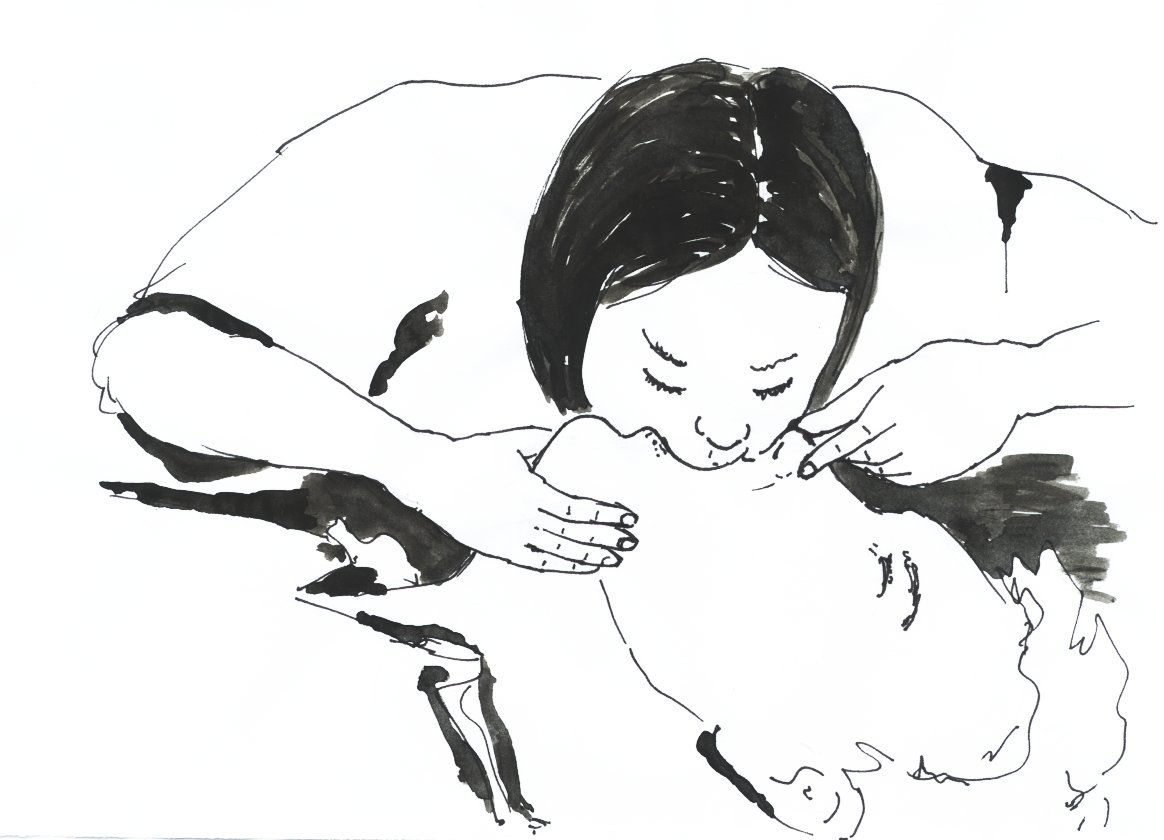
Insuflaciones boca a boca.

Se manifiesta por un estado de muerte aparente:
1. La persona está totalmente inconsciente, no se mueve espontáneamente, no reacciona ni a la palabra ni al tacto, ni a la estimulación dolorosa, ni a la luz.
2. No se percibe su respiración ni siquiera después de la liberación de las vías aéreas: no se siente su respiración en la mejilla, no se ve el pecho o el vientre levantarse ni bajarse.
3. La persona no reacciona a las insuflaciones (boca a boca): no tose, no recupera la ventilación.
4. No se percibe el pulso carotídeo, nótese que este signo puede ser engañoso, ya que a causa de su tensión nerviosa (estrés), la persona que asista al paciente pueda sentir su propio pulso en el extremo de los dedos.
5. La víctima palidece: adquiere un color azulado secundario debido a la falta de oxigenación de los tejidos. Este signo es difícil de percibir por un neófito, pero es evidente una vez que se ha visto.
6. Encontramos midriasis pupilar (dilatación de las pupilas).

Cuando se es testigo directo de la sobrevenida del paro, el cuadro clínico puede ser más engañoso:
1. El paciente pierde el conocimiento y puede convulsionar (movimientos involuntarios bruscos) en primer lugar, impidiendo toda evaluación del pulso o de la respiración; en la práctica esto no dura más que una decena de segundos.
2. El paciente puede tener una respiración ruidosa (respiración agónica, llamada «estertor») durante diez segundos.

No se tiene que confundir esta respiración agónica o estas convulsiones con:
1. Un síncope sin paro cardiocirculatorio (pulso y respiración presente).
2. Una crisis convulsiva epiléptica, más prolongada, con pulso y respiración presente.
3. Un choque séptico: la presión arterial que desciende mucho impide toda percepción de pulso.

En el marco de los primeros auxilios, los signos suficientes para detectar la parada circulatoria son:
1. Inconsciencia.
2. Ventilación detenida.
3. Ausencia de pulso.
4. Ausencia de reacción a las insuflaciones.

## Causas
En ocasiones es evidente: traumatismo, electrocución, ahogamiento, asfixia, intoxicación, estrangulación, hipotermia grave... 
Atragantamiento (paso de un alimento al aparato respiratorio en lugar del esófago). En ese caso, las insuflaciones son ineficaces, y son las compresiones torácicas las que permitirán expulsar el cuerpo extraño. Se tiene que inspeccionar entonces la boca después de las compresiones torácicas para recuperar el cuerpo extraño que se habría conseguido expulsar.
Si el paro aparece aislado (no por traumatismo, hemorragia, electrocución o atragantamiento...), se debe pensar sistemáticamente en una causa cardiaca pero eso serán asuntos del médico, una vez se haya conseguido con éxito la reanimación.
En estos casos, el mecanismo del paro puede ser:
- La causa más frecuente es la fibrilación ventricular(300 a 400 latidos por minuto y de manera anárquica) o una taquicardia ventricular sin pulso (corazón que late a 200 latidos por minuto, hasta más): el corazón no late de manera eficaz y ya no cumple su papel de bomba; se pueden barajar varias causas: presencia de una enfermedad cardiaca, intoxicación de ciertos medicamentos, pero también infarto de miocardio en curso.
- asistolia: el corazón no muestra signos de actividad, ya no late. Esto se puede deber a ciertos trastornos de la circulación cardiaca.
- actividad eléctrica sin pulso (AESP) y antes denominada disociación electromecánica: el corazón tiene una actividad eléctrica normal, pero no bombea, por ejemplo está comprimido por un hematoma, o bien a causa de un shock hipovolémico: la presión de la sangre ha bajado demasiado, o demasiado rápidamente, y la bomba cardiaca se ralentiza (hemorragia no controlada, aflojamiento de un torniquete o de un punto de compresión, síndrome de Bywaters, descompresión del pantalón anti-shock sobre una persona en colapso cardiovascular)

## Conducta a seguir

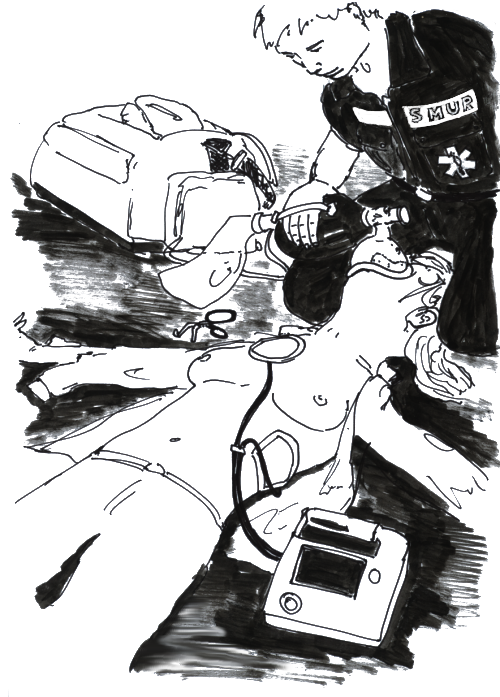
Operador de un defibrilador automático externo durante una emergencia cardiorrespiratoria. Nótese cómo el auxiliar estabiliza la cabeza del paciente entre sus rodillas.

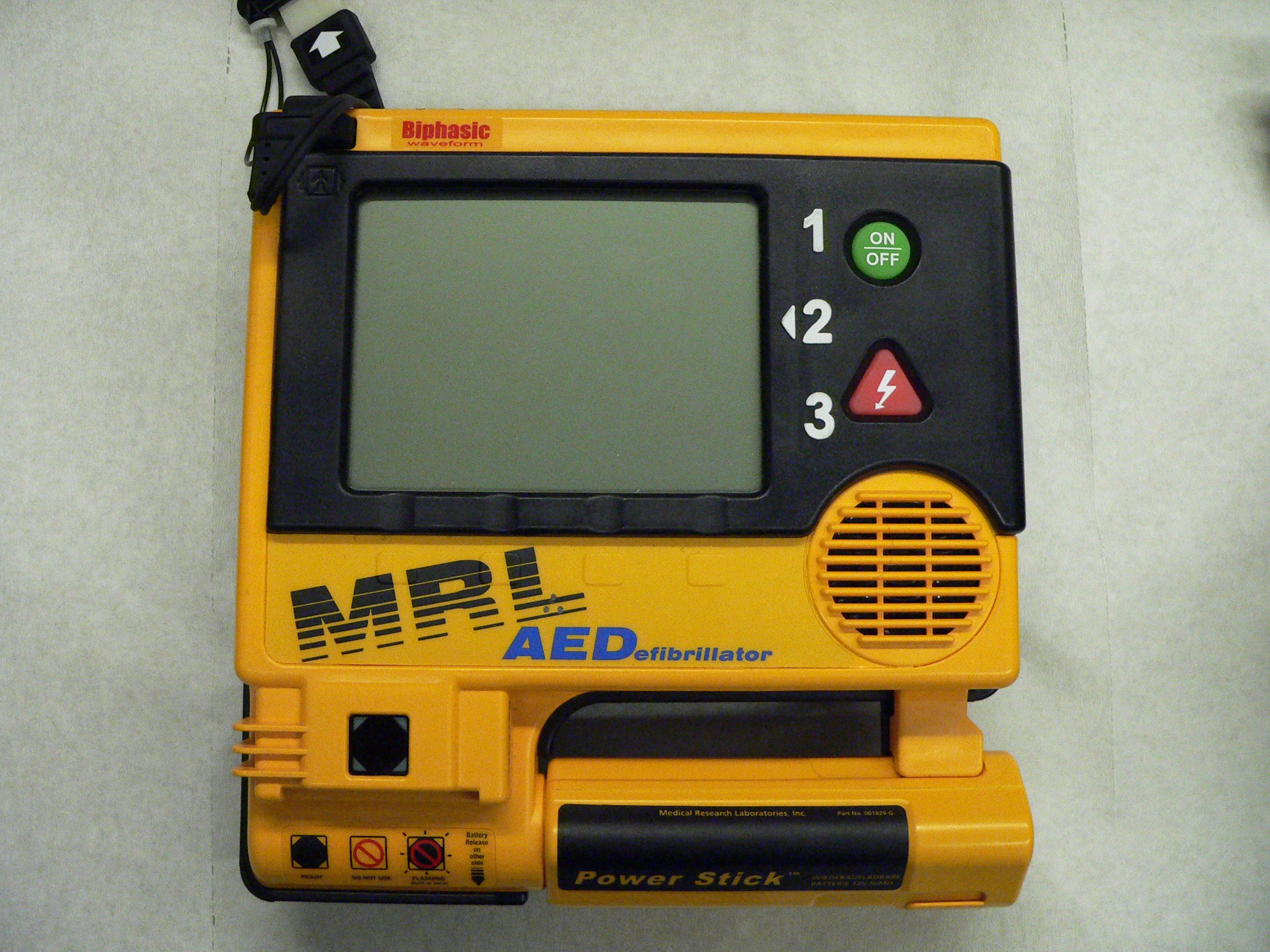
Desfibrilador semiautomático externo.

### Primeros auxilios
Cada segundo cuenta. 
Solicite ayuda inmediatamente o envíe a alguien a buscar ayuda. 
Empiece una reanimación cardiopulmonar (RCP). La RCP sólo le permite ganar tiempo mientras la ayuda llega pero no restablece la actividad del corazón.
Busque o pregunte por un desfibrilador externo automático, y, si lo hay, utilícelo inmediatamente. Hay que recordar que la causa más frecuente es la fibrilación ventricular, con lo que una desfibrilación lo más pronto posible es el tratamiento más eficaz.
Con las maniobras de RCP (reanimación cardiopulmonar) básicas, ganaremos tiempo hasta la llegada de ayuda médica. La secuencia de masaje y respiración artificial es, para adultos y niños fuera del hospital, 30 compresiones por 2 ventilaciones (ya sea realizada por uno o dos reanimadores). Las compresiones se deben hacer en el centro del pecho. Estas son recomendaciones actuales para una RCP básica, publicadas por el ERC en diciembre de 2005. Recientemente (a final de 2010) se han actualizado las recomendaciones del Consejo Europeo sobre Reanimación.

### Desfibriladores externos automáticos
La ERC en sus recomendaciones indica también que el tratamiento de los paros cardíacos mediante las maniobras de reanimación cardiopulmonar son necesarias pero no suficientes para salvar una vida e indica la necesidad del uso de la desfibrilación.
Estos equipos son de muy sencillo funcionamiento. Están pensados para que cualquier persona que tenga el certificado y el curso obligatorio, pueda utilizarlo. Para ello, ayudan al rescatador tanto a la utilización del desfibrilador, como también le guían en la realización del RCP, mediante instrucciones habladas en el idioma oficial del país.

### Cuidado de campo
El personal entrenado aplica protocolos de apoyo de vida cardíaca avanzados en cuanto llegan, a menos que haya una orden válida de “no reanimar” (do not resucitate, DNR, en inglés) o similar previa. Si es así, es éticamente correcto permitir que sobrevenga la muerte natural de acuerdo con los deseos del paciente.

### Tratamiento hospitalario
En muchos hospitales, el paro cardíaco da lugar a que uno de los cuidadores anuncie un "código azul" (o el equivalente local) para la respuesta inmediata de un equipo entrenado de enfermeros y doctores. Habitualmente las habitaciones de hospital cuentan con un carro de paradas donde se concentran todos los elementos necesarios para reaccionar ante una parada cardiorrespiratoria, lo cual permite a los profesionales dar una rápida respuesta.
El equipo continúa dando apoyo de vida cardíaca avanzado hasta que el paciente se recupera o hasta que un médico declara la muerte del paciente.

## Causas reversibles
Dentro de la etiología del paro cardiorrespiratorio existen dos grupos denominados 4H y 4T  en los cuales se incluyen causas reversibles de parada cardiorrespiratoria. En el tratamiento del paro cardiorrespiratorio se incluye el análisis y tratamiento simultáneo de las causas reversibles junto a las compresiones torácicas, la ventilación y la desfibrilación. 

### 4H
Dentro de este grupo se incluye: hipovolemia, (h)iones, hipotermia y/o hipoxia. 

#### Hipovolemia
La disminución del volumen intravascular conduce a un trastorno de la difusión y entrega de oxígeno a los tejidos del organismo lo que lleva a una perfusión tisular, que, de no ser identificada y tratada podría llevar a parada cardiorrespiratoria.
Dentro de las causas de hipovolemia se encuentra la hemorragia masiva externa en la cual es fácil identificar esta como la causa principal de parada, pero, también existen otras causas de hipovolemia que no son tan sencillas de identificar:
- Trauma sin hemorragia externa evidente. En casos de trauma es importante sospechar de hemorragia interna que puede llevar a un estado de hipovolemia rápido en el paciente. El tratamiento del paciente traumático se aborda de manera especial en las guías de soporte vital avanzado traumático.
- Pérdidas gastrointestinales. Por vómitos, diarreas o sangrado en pacientes postquirúrgicos.
- Pérdidas tegumentarias. En caso de sudoración intensa o quemaduras.

El tratamiento de la hipovolemia se basa en la infusión endovenosa de líquidos como suero fisiológico o Ringer Lactato. No se han descrito ventajas claras en el uso de coloides. Se debe evitar el uso de sueros con glucosa ya que esta se distribuye al espacio extravascular y puede empeorar el estado neurológico post-parada.

#### Hipoxia
Fisiológicamente, son cinco los mecanismos que condicionan la hipoxia:
- Disminución de la presión inspiratoria de oxígeno. En condiciones normales la presión inspiratoria de oxígeno es 21%, esto cambia en situaciones de grandes alturas donde se produce hipoxia hipobárica.
- Hipoventilación. La hipoxia se produce porque el organismo genera una ventilación inferior a la necesaria. Esto se puede producir debido a depresión respiratoria del tronco encefálica (por fármacos o síndrome de respiración alveolar central), en neuropatías periféricas (como síndrome de Guillain Barré) o por debilidad muscular (como en la miastenia grave).
- Trastorno de la difusión.
- Desequilibrio de la relación ventilación-perfusión (V/Q).
- Aumento de los cortocircuitos pulmonares (shunt).

## Prevención
Ante la falta de resultados positivos tras una parada cardiaca, se han dedicado esfuerzos a encontrar estrategias eficaces para prevenirla. Dado que las principales causas de parada cardiaca son las cardiopatías isquémicas, son importantes los esfuerzos por promover una dieta saludable, ejercicio y dejar de fumar. Para las personas con riesgo de cardiopatía, se utilizan medidas como el control de la presión arterial, la reducción del colesterol y otras intervenciones médico-terapéuticas. Una revisión Cochrane publicada en 2016 halló pruebas de calidad moderada que demuestran que los fármacos hipotensores no reducen el riesgo de muerte súbita cardiaca. El ejercicio es una medida preventiva eficaz para el paro cardíaco en la población general, pero puede ser arriesgado para aquellos con condiciones preexistentes. El riesgo de un evento cardíaco catastrófico transitorio aumenta en los individuos con enfermedad cardíaca durante e inmediatamente después del ejercicio. Los riesgos de por vida y agudos de paro cardíaco disminuyen en las personas con enfermedad cardíaca que realizan ejercicio con regularidad, lo que quizás sugiere que los beneficios del ejercicio superan los riesgos.

### Dieta
Según un estudio publicado en el Journal of the American Heart Association en 2021, la dieta puede ser un factor de riesgo modificable que conduce a una menor incidencia de muerte súbita cardiaca. El estudio descubrió que los que entraban en la categoría de tener "dietas sureñas" que representaban las de "grasas añadidas, alimentos fritos, huevos, vísceras y carnes procesadas, y bebidas azucaradas" tenían una asociación positiva con un mayor riesgo de parada cardiaca, mientras que los que se consideraba que seguían la "dieta mediterránea" tenían una relación inversa con respecto al riesgo de parada cardiaca. La Asociación Americana del Corazón también tiene recomendaciones didácticas destinadas a prevenir las enfermedades cardiovasculares.
Además, los ácidos grasos poliinsaturados omega-3 (PUFAs) de origen marino han sido promocionados para prevenir la muerte súbita cardiaca debido a su postulada capacidad para disminuir los niveles de triglicéridos, prevenir las arritmias, disminuir la agregación plaquetaria y reducir la presión arterial. Según una revisión sistemática publicada en 2012, la suplementación con AGPI omega-3 no se asocia a un menor riesgo de muerte súbita cardiaca.

### Equipos de código
En el lenguaje médico, la parada cardiaca se denomina "código" o "choque". Normalmente se refiere al "código azul" de los códigos de urgencias hospitalarias. Una caída drástica en las mediciones de las constantes vitales se denomina "codificación" o "colapso", aunque la codificación suele utilizarse cuando provoca una parada cardiaca, mientras que el colapso puede no hacerlo. En ocasiones, el tratamiento de la parada cardiaca se denomina "llamada al código".
Los pacientes de las salas generales suelen deteriorarse durante varias horas o incluso días antes de que se produzca una parada cardiaca. Esto se ha atribuido a la falta de conocimientos y habilidades del personal de planta, en particular, a la incapacidad de medir la frecuencia respiratoria, que suele ser el principal indicador de deterioro y a menudo puede cambiar hasta 48 horas antes de una parada cardiaca. Como respuesta, muchos hospitales han aumentado la formación del personal de planta. También existen varios sistemas de "alerta temprana" que pretenden cuantificar el riesgo de deterioro de la persona en función de sus constantes vitales y proporcionar así una guía al personal. Además, se recurre con más eficacia a personal especializado para aumentar el trabajo que ya se realiza en las salas. Entre ellos se incluyen:
- Equipos de choque (o equipos de código): se trata de miembros del personal designados con conocimientos específicos en reanimación que acuden al lugar de todas las paradas que se producen en el hospital. Suelen llevar un carro especializado con equipos (incluido un desfibrilador) y fármacos denominado  "carro de parada".
- Equipos de emergencias médicas: estos equipos responden a todas las emergencias con el objetivo de tratar a las personas en la fase aguda de su enfermedad para evitar una parada cardiaca. Se ha comprobado que estos equipos disminuyen las tasas de parada cardiaca intrahospitalaria (PCSI) y mejoran la supervivencia.[15]
- Extensión de cuidados críticos: además de prestar los servicios de los otros dos tipos de equipos, estos equipos se encargan de educar al personal no especializado. Además, ayudan a facilitar los traslados entre Unidades de cuidados intensivos/alta dependencia y las salas generales del hospital. Esto es especialmente importante, ya que muchos estudios han demostrado que un porcentaje significativo de pacientes dados de alta de entornos de cuidados intensivos se deterioran rápidamente y vuelven a ingresar; el equipo de extensión ofrece apoyo al personal de sala para evitar que esto ocurra.

### Desfibrilador cardioversor implantable

Ilustración de desfibrilador automático implantable (DAI)

Un desfibrilador automático implantable (DAI) es un dispositivo alimentado por pilas que controla la actividad eléctrica del corazón y, cuando detecta una arritmia, puede administrar una descarga eléctrica para detener el ritmo anormal. Los DAI se utilizan para prevenir la muerte súbita cardiaca (MSC) en quienes han sobrevivido a un episodio previo de parada cardiaca súbita (PCS) por fibrilación ventricular o taquicardia ventricular (prevención secundaria). Los DAI también se utilizan de forma profiláctica para prevenir la muerte súbita cardiaca en determinadas poblaciones de pacientes de alto riesgo (prevención primaria).
Se han realizado numerosos estudios sobre el uso de DAI para la prevención secundaria de la MSC. Estos estudios han demostrado una mejora de la supervivencia con los DAI en comparación con el uso de fármacos antiarrítmicos. El tratamiento con DAI se asocia con una reducción del riesgo relativo del 50% en la muerte causada por una arritmia y una reducción del riesgo relativo del 25% en la mortalidad por cualquier causa.
La prevención primaria de la MSC con terapia de DAI para poblaciones de pacientes de alto riesgo ha mostrado de forma similar mejores tasas de supervivencia en varios estudios amplios. Las poblaciones de pacientes de alto riesgo en estos estudios se definieron como aquellas con miocardiopatía isquémica grave (determinada por una fracción de eyección del ventrículo izquierdo (FEVI) reducida). Los criterios de FEVI utilizados en estos ensayos oscilaron entre menos de o igual al 30% en MADIT-II y menos de o igual al 40% en MUSTT.

## Cuestiones éticas
La reanimación cardiopulmonar y el apoyo de vida cardíaco avanzado no son siempre del interés de una persona. Esto es especialmente cierto en el caso de enfermedades terminales cuando la reanimación no alteraría el resultado de la enfermedad. La RCP correctamente realizada a menudo causa fracturas de costilla, especialmente en pacientes ancianos o que padecen osteoporosis. La defibrilación, especialmente repetida varias veces como se requiere por los protocolos de apoyo de vida cardíaca avanzado, puede causar quemaduras eléctricas. El masaje cardíaco interno, otro procedimiento de apoyo de vida cardíaca avanzado, realizado por médicos de medicina de emergencia requiere abrir la caja torácica, lo cual es doloroso durante las semanas de recuperación.
No es sorprendente que algunas personas con una enfermedad terminal decidan evitar tales medidas "heroicas" y recibir únicamente un tratamiento paliativo.
La edad incrementa el uso de órdenes de no resucitación.
La gente que desea recibir tratamiento en caso de un paro cardíaco debería discutir estos deseos con su doctor y con su familia.
Es también importante que estas vistas se apunten en algún sitio en el historial médico. En caso de paro cardíaco, los profesionales de salud necesitan actuar rápidamente basándose en la información disponible. Como el paro cardíaco a menudo sucede fuera de horas regulares, el equipo de reanimación raramente incluye a alguien que conozca al paciente.
Un paciente le puede pedir a su doctor que registre una orden de No Reanimar (DNR, por sus siglas en inglés) en el historial médico. Alternativamente, en muchas jurisdicciones, una persona puede indicar formalmente sus deseos en una "directiva avanzada" o "directiva avanzada de salud" (esto es, es un documento legal en donde se indica cómo quiere ser tratado si enferma gravemente y no hay esperanza alguna de recuperación).